# Achardella
Achardella es un género de escarabajos de la familia Buprestidae.

## Especies
- Achardella americana (Herbst, 1801)
- Achardella curtula (Kerremans, 1919)
- Achardella denticollis (Fairmaire, 1864)
- Achardella hoscheki (Obenberger, 1916)
- Achardella strandi Obenberger, 1936